# Limarus zenkeri
Limarus zenkeri är en skalbaggsart som beskrevs av Ernst Friedrich Germar 1813. Limarus zenkeri ingår i släktet Limarus och familjen Aphodiidae. Inga underarter finns listade i Catalogue of Life.